# كيران كينيدي
كيران كينيدي (بالإنجليزية: Kieran Kennedy)‏ (23 سبتمبر 1993 بمانشستر في المملكة المتحدة - ) هو لاعب كرة قدم بريطاني في مركز الدفاع. شارك مع منتخب إنجلترا تحت 19 سنة لكرة القدم. أما مع النوادي، فقد لعب مع ليستر سيتي ومانشستر سيتي ونادي ماذرويل.

## وصلات خارجية
- كيران كينيدي على موقع قاعدة بيانات كرة القدم.إي يو (الإنجليزية)